# حسین الحبشی
حسین الحبشی (متولد ۱ ژوئیه ۱۹۶۴، در عربستان سعودی) بازیکن بازنشسته فوتبال عربستان است که سابقه بازی در تیم باشگاه فوتبال الهلال عربستان را دارد.